# Coreura atavia
Coreura atavia là một loài bướm đêm thuộc phân họ Arctiinae, họ Erebidae.